# Circondario di Modica
Il circondario di Modica era uno dei tre circondari in cui era suddivisa la provincia di Siracusa, esistito dal 26 agosto 1860 al 2 gennaio 1927.

## Storia
Dopo l'Unità d'Italia, il 20 marzo 1865, la suddivisione in province, circondari e mandamenti stabilita dal Decreto Rattazzi fu estesa all'intera Penisola grazie alla legge Lanza; nei fatti, i circondari avevano sostituito i vecchi distretti borbonici già il 26 agosto 1860, secondo il decreto protodittatoriale di Agostino Depretis.
Il 7 gennaio 1926 alcuni comuni vennero scorporati dal circondario di Modica e andarono a formare il nuovo circondario di Ragusa.
Il circondario di Modica fu abolito, come tutti i circondari italiani, il 2 gennaio 1927, nell'ambito della riorganizzazione della struttura statale voluta dal regime fascista. Il territorio venne compreso nella nuova provincia di Ragusa, istituita il medesimo giorno.

## Geografia antropica

### Suddivisioni amministrative
Nel 1863, la composizione del circondario era la seguente:
- mandamento I di Chiaramonte
  - comune di Chiaramonte
- mandamento II di Comiso
  - comuni di Comiso e Santa Croce Camerina
- mandamento III di Modica
  - comune di Modica
- mandamento IV di Monterosso Almo
  - comuni di Giarratana e Monterosso Almo
- mandamento V di Ragusa
  - comune di Ragusa
- mandamento VI di Scicli
  - comune di Scicli
- mandamento VII di Spaccaforno
  - comuni di Pozzallo e Spaccaforno
- mandamento VIII di Vittoria
  - comuni di Biscari e Vittoria

Il 1º gennaio 1926, con la creazione del Circondario di Ragusa, sarebbero rimasti a quello di Modica solo tre mandamenti:
- mandamento di Modica
  - comune di Modica
- mandamento di Scicli
  - comune di Scicli
- mandamento di Spaccaforno
  - comuni di Pozzallo e Spaccaforno